# Gryllus parilis
Gryllus parilis är en insektsart som beskrevs av Walker, F. 1869. Gryllus parilis ingår i släktet Gryllus och familjen syrsor. Inga underarter finns listade i Catalogue of Life.